# Psychoda minutissima
Psychoda minutissima är en tvåvingeart som först beskrevs av Günther Enderlein 1938.  Psychoda minutissima ingår i släktet Psychoda och familjen fjärilsmyggor.
Artens utbredningsområde är Juan Fernández-öarna. Inga underarter finns listade i Catalogue of Life.